# Superficial Animal
Superficial Animal è il primo album in studio del cantante e attore tedesco Tom Beck, pubblicato il 25 marzo 2011 dall'etichetta discografica Comude.

## Tracce
1. Higher – 3:17
2. Sit Tight Here with Me – 3:51
3. Sexy – 2:41
4. Carry On – 3:39
5. Drive My Car – 3:52
6. Life’s Too Short – 2:59
7. Let Us Live – 4:25
8. Useless (Superficial Animal) – 3:10
9. Going with the Flow – 2:29
10. Melt Away – 4:06
11. Barenaked Ladies – 2:56
12. Spread Your Wings – 4:23
13. Look Me In the Eyes – 3:37
14. Whiskey and Wine – 3:18
15. Alive – 3:43

## Musicisti
- Tom Beck - voce, chitarra
- Dennis Hormes - chitarra
- Robert Lindemann - basso elettrico
- Miguel Dornado - batteria
- Art Brauer - tastiera

## Classifiche
| Classifica (2011) | Posizione massima |
| ----------------- | ----------------- |
| Germania          | 36                |